# Scolopsis
Genre
Synonymes
- Lycogenis Cuvier, 1830
- Scalopsis
- Scolopsides Cuvier, 1829

Scolopsis est un genre de poisson osseux de la famille des Némiptéridés.

## Liste des espèces
| Selon FishBase (1 Fev. 2017) et World Register of Marine Species (1 Fev. 2017) : - Scolopsis affinis Peters, 1877 - Scolopsis aurata (Park, 1797) - Scolopsis bilineata (Bloch, 1793) - Scolopsis bimaculata Rüppell, 1828 - Scolopsis ciliata (Lacepède, 1802) - Scolopsis frenata (Cuvier, 1830) - Scolopsis ghanam (Forsskål, 1775) - Scolopsis igcarensis Mishra, Biswas, Russell, Stapathy & Selvanatagam, 2013 - Scolopsis lineata Quoy & Gaimard, 1824 - Scolopsis margaritifera (Cuvier, 1830) - Scolopsis monogramma (Cuvier, 1830) - Scolopsis taeniata (Cuvier, 1830) - Scolopsis taenioptera (Cuvier, 1830) - Scolopsis temporalis (Cuvier, 1830) - Scolopsis trilineata Kner, 1868 - Scolopsis vosmeri (Bloch, 1792) - Scolopsis xenochroa Günther, 1872 | Selon ITIS (14 nov. 2010) : - Scolopsis affinis Peters, 1877 - Scolopsis aurata (Park, 1797) - Scolopsis bilineata (Bloch, 1793) - Scolopsis bimaculatus Rüppell, 1828 - Scolopsis ciliata (Lacepède, 1802) - Scolopsis frenatus (Cuvier in Cuvier & Valenciennes, 1830) - Scolopsis ghanam (Forsskål, 1775) - Scolopsis lineata Quoy & Gaimard, 1824 - Scolopsis margaritifera (Cuvier in Cuvier & Valenciennes, 1830) - Scolopsis monogramma (Cuvier in Cuvier & Valenciennes, 1830) - Scolopsis taeniatus (Cuvier in Cuvier & Valenciennes, 1830) - Scolopsis taenioptera (Cuvier in Cuvier & Valenciennes, 1830) - Scolopsis temporalis (Cuvier in Cuvier & Valenciennes, 1830) - Scolopsis trilineata Kner, 1868 - Scolopsis vosmeri (Bloch, 1792) - Scolopsis xenochrous Günther, 1872 |

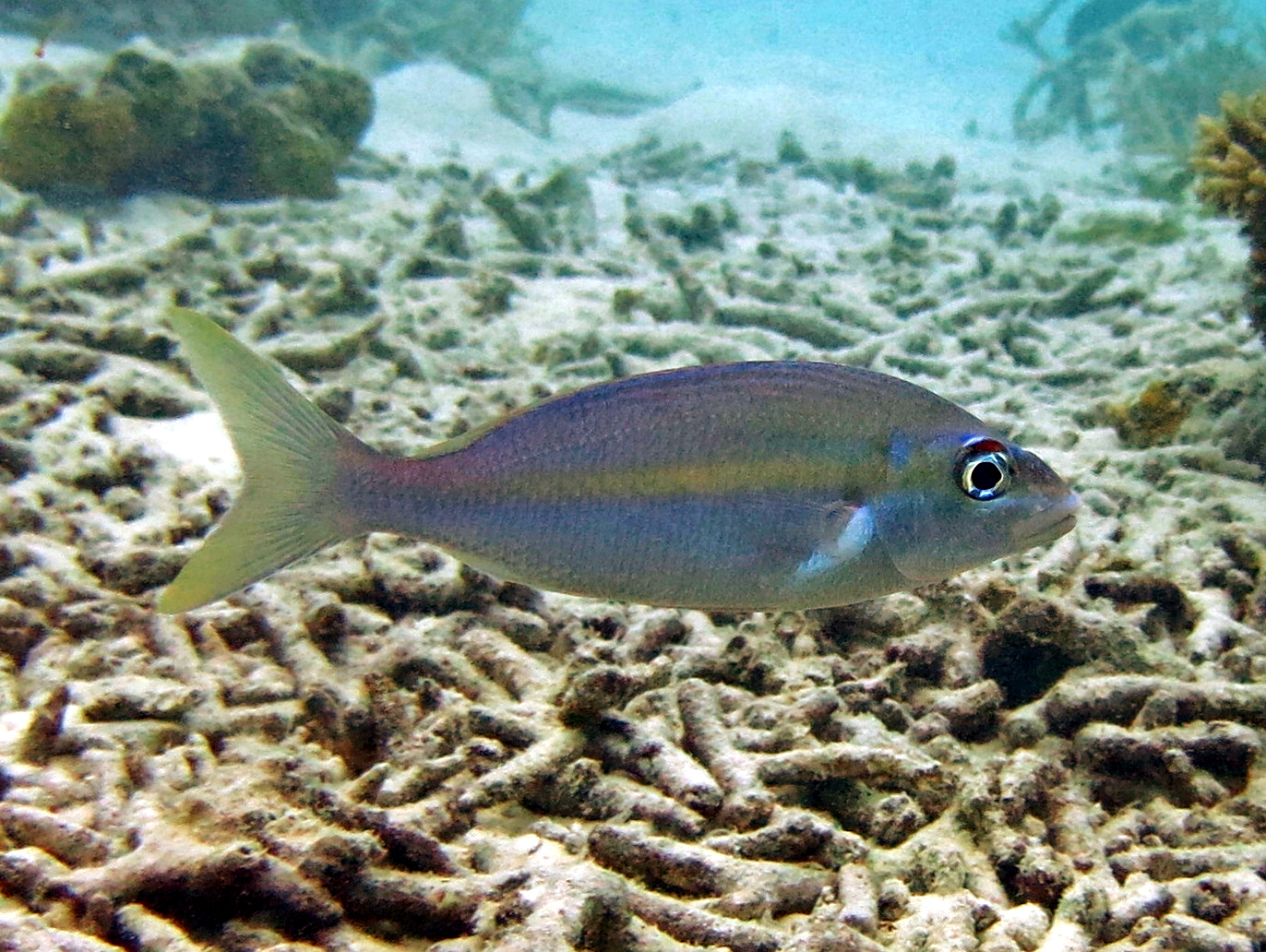
Scolopsis aurata
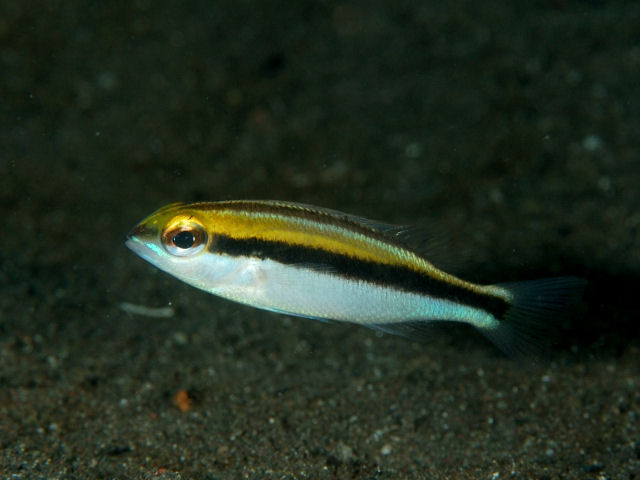
Scolopsis affinis
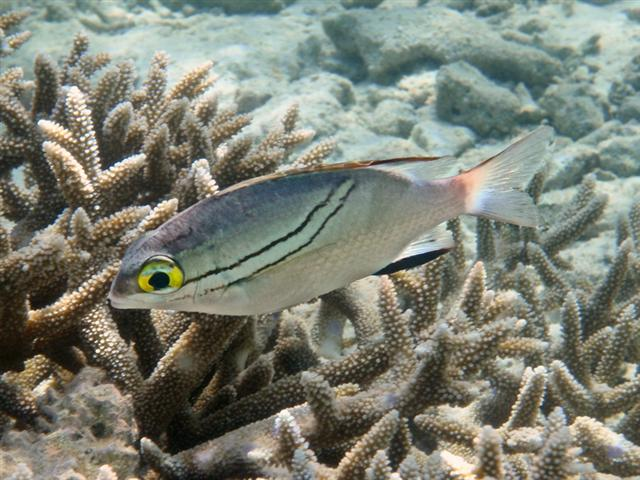
Scolopsis bilineata
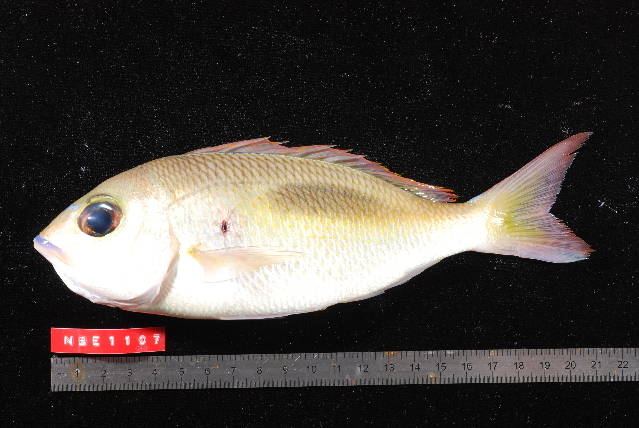
Scolopsis bimaculatus
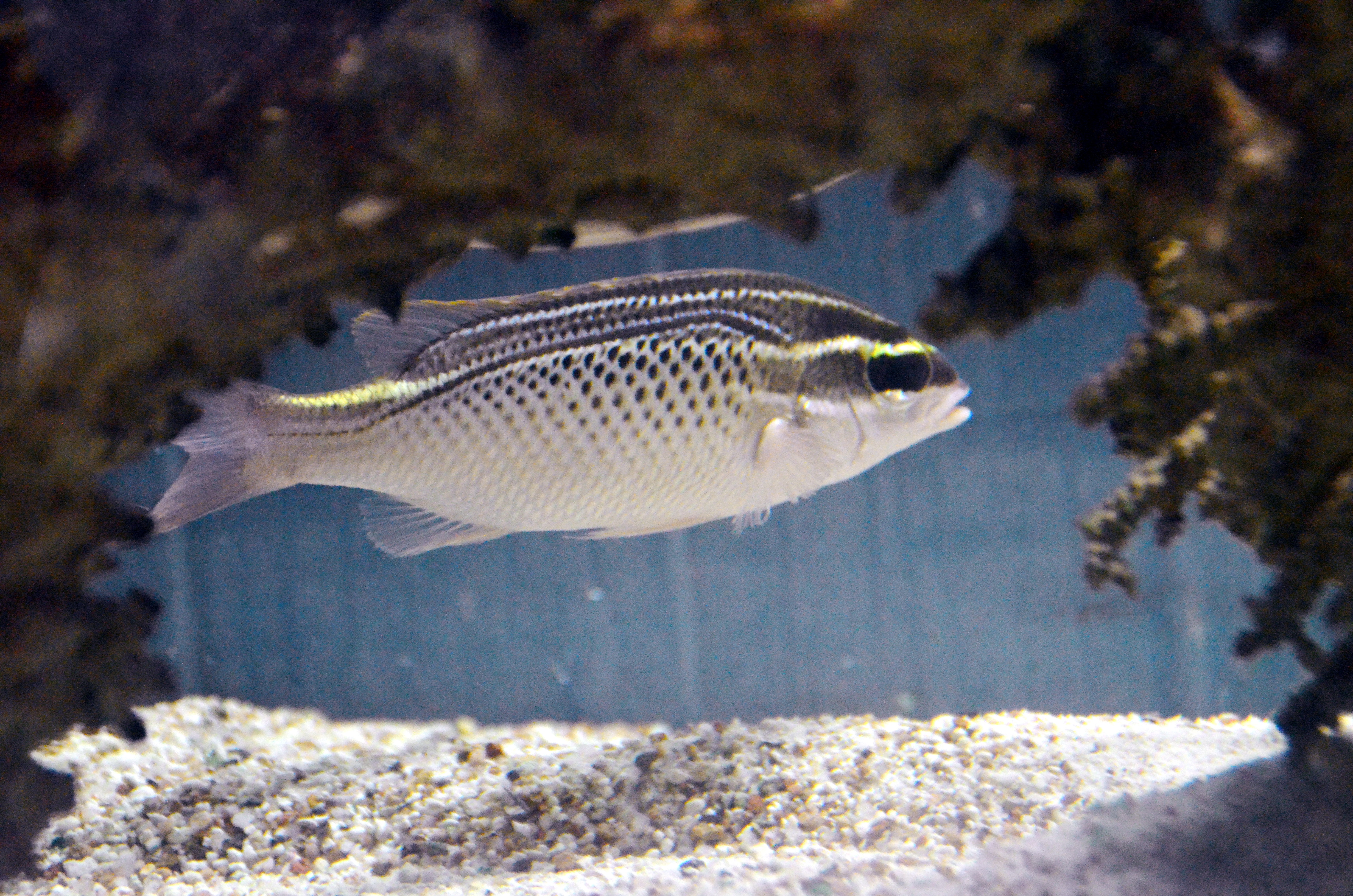
Scolopsis ghanam
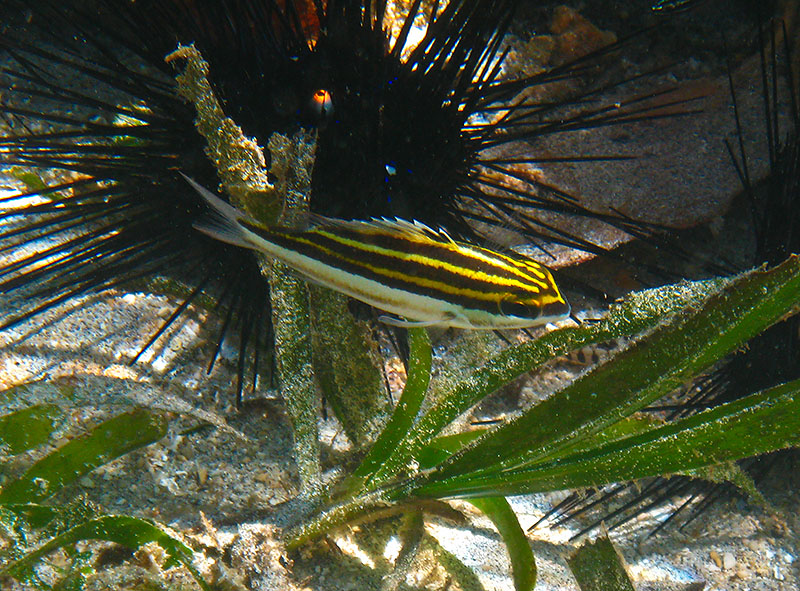
Scolopsis lineata
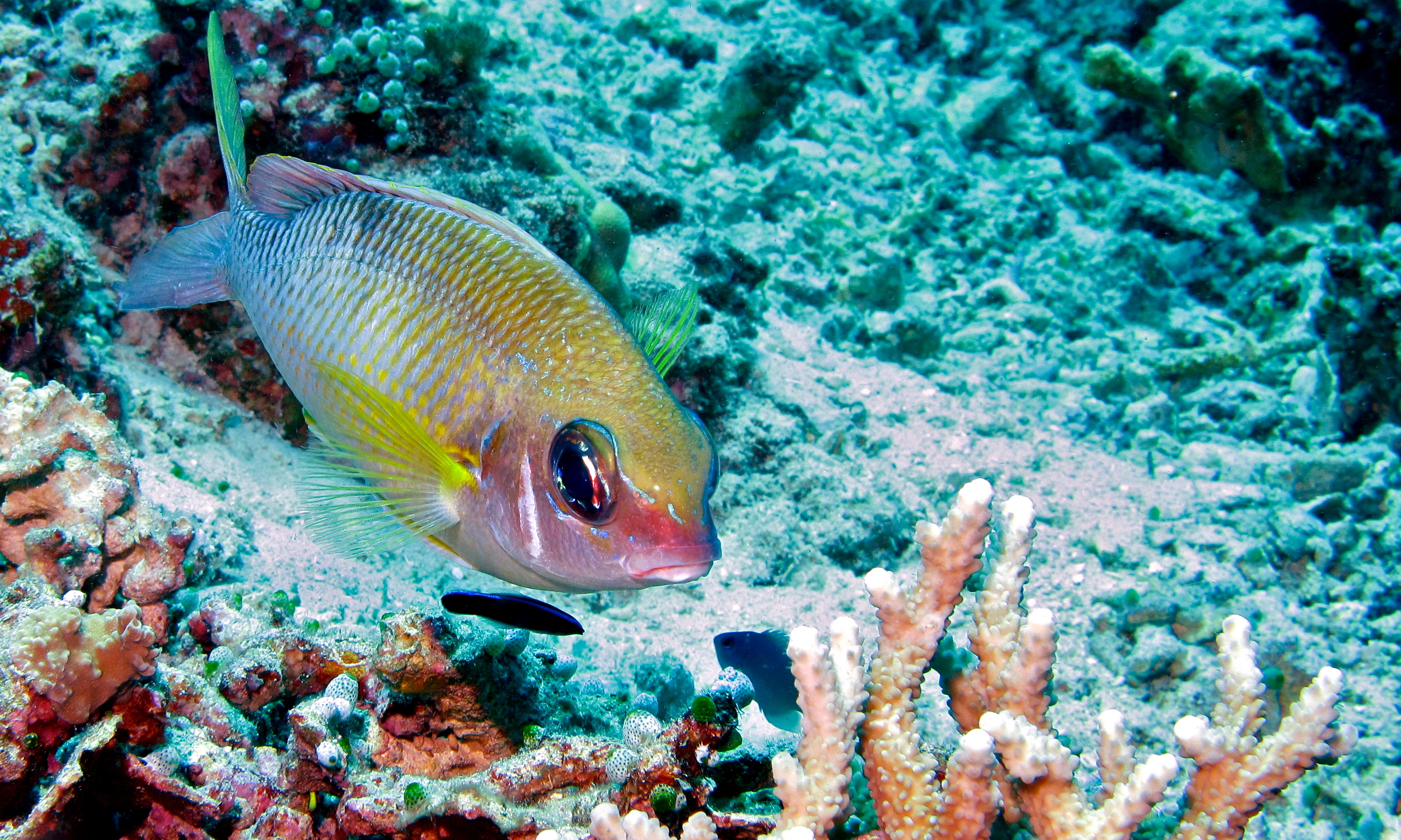
Scolopsis margaritifera
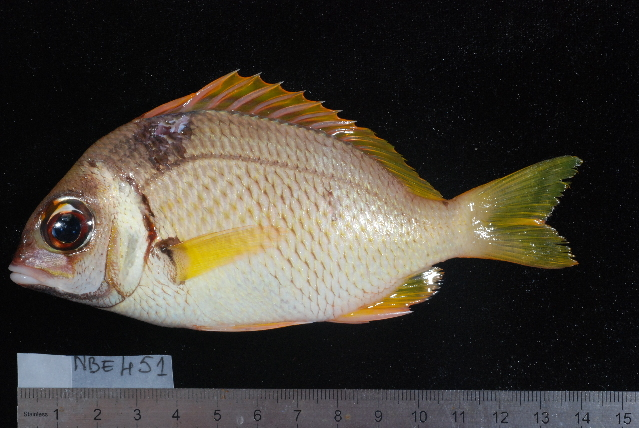
Scolopsis vosmeri